# Сакский курортный парк
Сакский курортный парк (укр. Сакський курортний парк) — парк на территории города Саки в Крыму. Основан в 1891 году. Площадь парка — 30 га. Он относится к памятникам садово-паркового искусства местного значения.

## История
В конце XIX века город Саки и его окрестности не привлекали посетителей грязелечебницы своей живописностью. Все, кто прибывали на лечение, изнывали от жары, ведь с одной стороны было широкое и недвижимое озеро, а с другой — выжженная солончаковая степь.
В 1890 году земством было принято решение озеленить курорт. На призыв главы города откликнулись многочисленные подрядчики, но сумма в 20 тысяч рублей не удовлетворила горожан. Земство выделило лишь 5 тысяч рублей и обратилось к местному энтузиасту садово-парковых работ. Руководить закладкой парка взялся садовник и одновременно смотритель грязелечебницы Мельниченко, Павел Сидорович, который уже имел опыт по закладке парков по всему Крыму.. Помощь в формировании парка предоставил сын основателя Никитского ботанического сада Х. Х. Стевена — А. Х. Стевен и им удалось заставить расти деревья на этих засоленных почвах .

### Закладка парка
Осенью 1890 года приступили к планированию парка, завозу чернозёма с Украины, закупки посадочного материала. Впоследствии пробурили артезианскую скважину (первую в Саках), вырыли искусственное озеро («Лебединое озеро»), прокопали сеть ручьёв, разметили места под аллеи и дорожки.
Весной 1891 года началась высадка многолетних деревьев: по краям парка высаживали высокие тополя и гледичию, а со стороны села широколистные граб, дуб, вяз. Затем принялись за формирование декоративных групп в середине парка: деревья со всех уголков мира (древовидной и кустовой формы). Разветвлённая система ручьёв эффективно подпитывала парковые насаждения. И уже летом, курортный парк зазеленел, ведь большинство деревьев высаживали уже сформированными (Мельниченко воспользовался своим рассадником и связями со всеми крымскими составителями парков). Осенью в парке продолжали высаживать деревьями и оборудовать аллеи декоративными формами (скульптурами, беседками и дорожками)
Весной 1891 года вновь закипела работа над парком: пробурили вторую скважину, воду из которой наполняли ещё два озера (которые перед этим выкопали), поставили водную обсерваторию (которая необходима была для контроля за уровнем воды), многочисленные потоки направили от озёр в различные уголки парка, оформили холм с греческой беседкой, соорудили фонтаны, клумбы, дорожки. Летом 1891 года 7 гектаров парка радовали зеленью гостей и жителей Сак.
Зимой 1892—1893 годов молодые насаждения подверглись тяжкому испытанию: сильные пылевые и снежные бури покрыли территорию парка трёхметровым слоем земли с песком и снегом. Часть деревьев и кустарников были изувечены, и всю весну 1893 года приходилось устранять последствия бедствия, а летом Сакский парк снова зазеленел. В общем за три года было высажено более 8700 деревьев и кустарников 78 засухоустойчивых видов, которые росли в лесах Европы, Средиземноморье, Северной Америки, Китая, Японии.
Вскоре посреди жаркого степи вырос оазис прохлады, стал особой частью Сакского курорта:

"Саки изменились. Скважины, дающие пресную волшебную воду - это источник жизни, роскошный парк, деревья, зелень, цветы, снова возведены чистые и удобные здания для жизни и различных служб, завершили все остальное... Получился уютный уголок, оазис в Евпаторийском лишённом жизни степи, в котором приятно отдыхает глаз, и где с удовольствием отдыхает утомлённый дальним путём не только больной, но и здоровый." 
В 1894 году проходила губернская сельскохозяйственная выставка, на которой Сакскому курортному парку была присуждена Большая бронзовая медаль (которая экспонируется в Сакском историко-краеведческом музее).

### Парк во времена Советского Союза
С приходом советской власти парк был и зарос сорняками. Но в городе ещё были продолжатели дел Мельниченко (отец и сын Водзинские), которым удалось заинтересовать парком руководителей санаториев и города. И, со временем, парк снова стал местом собрания для жителей города и гостей, его пополнили новыми насаждениями, скульптурами и расширили до 1 гектаров.
После 2-й мировой войны парк снова восстанавливали, садили новые растения и расширяли. А в 1964 году парку был присвоен статус памятника садово-парковой культуры государственного значения.

## Рельеф парка
Сначала была пробурена артезианская скважина, первая в Саках. Затем были посажены саженцы, вырыты пруды, обустроены три озера (одно из них — Лебединое, два других интересны тем, что имеют очертания Чёрного и Азовского морей).
С правой стороны от боковой аллеи находится искусственный холм, который увенчан греческой беседкой. Он образовался при обустройстве рядом маленького пруда, от которого разбегаются в разные стороны аллеи-дорожки.

## Объекты парка
Сакский курортный парк — гордость города Саки. Он состоит из 2 частей: старая (15 га, заложена в 1890–1892 годах) и новая (8 га, основана в 1953 году).

### Насаждения
На 30 гектарах произрастают около 100 видов и садовых форм деревьев и кустарников. В парке насчитывается около 1200 деревьев, большинство из них — долгожители, их возраст 50 — 60 лет: они прошли пик расцвета и приближаются к предельному возрасту. Около 150 деревьев — патриархи, их возраст превышает столетие.
Жителями Сакского курортного парка стали нарядные акации, дуб обыкновенный, софора японская, осина обыкновенная, конский каштан, лох серебристый, гледичия, тамариск, вяз, ясень, североамериканский дуб и берёза, клён полевой и американский, тыс и пурпурный вяз, можжевельник и сосна, гималайский кедр, китайский глициния сирийские роза.
Первыми в парке были высажены привезённые из Северной Америки, дерева гледичии — которая тоже растёт в местности с сухим климатом. А потом, под тенью гледичии, высаживали другие, менее выносливые растения. По тропе к Вечному огню растёт огромное дерево платан (ещё совсем молодой — ему всего 40 лет). А самое старое дерево парка — дуб. К старым деревьям относится дзельква граболистная (взорвана в 30-е годы 20 века).
Эндемиком Сакского парка является крымская сосна, которая отличается от других сосен тёмно-серой коры и длинными тёмно-зелёными хвоинками, («мачтовая», потому что вырастает высокой и стройной). Из других, вечнозелёных, образцов: несколько видов кипарисов, самшит и кедр ливанский.

### Памятники
Парк известен не только своими насаждениями, но и скульптурными композициями, которых насчитывается более 50, и многочисленными тенистыми скамейками, беседки и клумбами.
В парке находится краеведческий музей города, возле которого высится Обелиск Славы с Вечным огнём (открыты в 1965 году), который был установлен в память погибших воинов в годы Второй мировой войны, которые были жителями города. На границе парка стоит памятник советским лётчикам, павшим при освобождении Крыма в 1944.
Среди тенистых аллей стоят памятники известным лицам, которые отдыхали на Сакском курорте: Лесе Украинке, Николаю Гоголю.
В конце аллеи была поставлена мемориальная доска в память о пребывании на лечении в Саках в 1902 году российского флотоводца адмирала Сек. А. Макарова.
Среди других памятники в истории парка стала плита на месте бурения первой артезианской скважины. К 1885 года именно этот каменный столб обозначал границу грязелечебницы. Также в парке установлены памятники Жертвам Чернобыля, Детям Войны и профессору Китайской медицины Чжан Вэй Лину, который работал в санатории «Саки». Используя прогрессивные методы лечения он спас многих людей.
Рядом с бюветом (больше похож на автобусную остановку с двумя краниками), на берегу «Нового пруда» (созданного в 1932 году), расположена скульптурная композиция — «Бронтозавр» (выполнен в натуральную величину), который является одним из туристических достопримечательностей и символов города Саки.
В настоящее время данный памятник, символ города Саки, находится на частной территории аквапарка Саксония, однако посещение "Бронтозавра" бесплатно.
В начале 19 века в парке было много уютных и романтических уголков и мест «паломничества» гостей города и его жителей, например: «Скамья любви», «Приют грез» и другие. Современники не забывают о древних традициях, поддерживая романтическую атмосферу в других скульптурах: «Девушка купающаяся» и «Мостик вздохов» (над «Лебединым озером»).

### Другие объекты
Кроме отдыха в тенистых аллеях парка, на его территории можно посмотреть на старые здания курорта (построены в конце 19 — начала 20 века), новые объекты и, таким образом, проследить, как развивался курорт Саки.
В границах парка расположились санатории: Сакский военный клинический санаторий им. Н. И. Пирогова, санаторий имени академика Н. Н. Бурденко, санаторий санаторий «Сакрополь» (бывший имени Ленина) и санаторий «Саки».
В стороне от корпусов лечебниц стоит бювет минеральные воды санатория «Саки»: минеральная вода «Крымская» подаётся скважины, расположенной неподалёку.

## Основатели и опекуны парка
Над Сакским оазисом в степи работало немало садоводов и энтузиастов, самые известные из них Павел Мельниченко и Александр Стевен — зачинатели парка. Немалое количество жителей Крыма приобщились к становлению уникального уголка Крыма.